# Python Software Foundation
Python Software Foundation (também conhecida por PSF) é uma organização sem fins lucrativos fundada em 6 de Março de 2001 que detém os direitos de propriedade intelectual por trás da linguagem de programação Python. Sua principais atividades são a manutenção do site Python.org, disponibilização de documentação e promoção do PyCon US Conference, o maior encontro anual da comunidade Python.
Em 2019 a organização concedeu US$ 326.000 em doações para mais de 200 beneficiários em 60 países diferentes e US$ 138.162 em ajuda financeira a 144 participantes do PyCon 2019. 
Em 12 de novembro de 2012 foram votadas duas resoluções: a primeira aprovada pelo conselho serve como recomendação da PSF de que todas as conferências de Python e eventos relacionados criem e apliquem um Código de Conduta. O conselho concordou unanimemente com esse ponto, sugerindo que expectativas e planos de ação documentados publicamente são necessários ao planejar e executar um evento na comunidade. A segunda diz trouxe a obrigatoriedade do Código de Conduta para o recebimento de financiamento da Fundação.  A PyCon US implementou pela primeira vez um Código de Conduta para a conferência de março de 2012. Para o PyCon 2013 o código foi mantido o mesmo, mas vem com a adição de diretrizes documentadas de tratamento de incidentes. 